# Maddalena (film, 1960)
Pour les articles homonymes, voir Maddalena (homonymie).
Pour plus de détails, voir Fiche technique et Distribution.
Maddalena (grec moderne : Μανταλένα) est un film grec réalisé par Dinos Dimopoulos et sorti en 1960.
Lors de la 1re Semaine du cinéma grec à Thessalonique, le film remporta les prix de « meilleure actrice », « meilleur scénario » et « meilleur acteur dans un second rôle ». Il fut sélectionné au Festival de Cannes 1961.
Maddalena a été tourné sur Antiparos, île d'où était originaire le scénariste, Yorgos Roussos.

## Synopsis
Sur une île de l'Égée, deux familles dirigées par deux capitaines de caïques s'affrontent. Après la mort d'un des deux, sa fille Maddalena (Alíki Vouyoukláki), doit continuer l'activité de son père pour assurer la survie de ses six frères et sœurs. Elle est bien sûr en butte aux attaques renouvelées de l'autre famille. Seul le pope lui apporte son aide. Mais bientôt, le fils Lambi (Dimitris Papamichail) de l'autre capitaine et Maddalena tombent amoureux, mettant fin à la lutte qui divisait l'île.

## Fiche technique
- Titre : Maddalena
- Titre original : grec moderne : Μανταλένα
- Réalisation : Dinos Dimopoulos
- Scénario : Yorgos Roussos
- Société de production : Finos Film
- Directeur de la photographie : Walter Lassally
- Montage : Yorgos Tsaoulis
- Direction artistique : Markos Zervas
- Musique : Mános Hadjidákis et chansons par Alíki Vouyoukláki
- Pays d'origine : Grèce
- Genre : Comédie musicale
- Format  : 35 mm noir et blanc
- Durée : 90 minutes
- Date de sortie : 1960

## Distribution
- Alíki Vouyoukláki
- Dimítris Papamichaíl
- Pandelis Zervos
- Thanássis Véngos
- Despo Diamantidou